# Biblioteca Ayacucho
La Biblioteca Ayacucho es una institución pública de Venezuela dedicada a la reedición y publicación de clásicos de la literatura latinoamericana y otros textos contemporáneos. Ha publicado más de 380 títulos en sus diversas colecciones.

## Historia
Su creación fue concebida y promovida por Ángel Rama y José Ramón Medina. Sus gestiones tendrían como resultado la oficialización por decreto del presidente Carlos Andrés Pérez con fecha del 10 de septiembre de 1974, que establecía la creación de la Biblioteca.
Su nombre se debe a un homenaje a la Batalla de Ayacucho, acaecida el 9 de diciembre de 1824, que selló la victoria final de los republicanos en las guerras de independencia hispanoamericanas.
La primera Comisión Editorial de la Biblioteca estuvo integrada por Ramón José Velásquez, Oswaldo Trejo, Miguel Otero Silva, Ramón Escobar Salom y Simón Alberto Consalvi, a la que posteriormente se agregan Óscar Sambrano Urdaneta, Pascual Venegas Filardo y Pedro Francisco Lizardo. Luego de esta conformación se reunió en noviembre de 1975 con un grupo de intlectuales latinoamericanos para definir, el rumbo, el estilo y los títulos que debería 
seguir la editorial.
La Biblioteca Ayacucho comenzó con la edición de escritos clásicos latinoamericanos. El primer número fue publicado el 8 de junio de 1976 con el título de Doctrina del Libertador, recogiendo escritos de Simón Bolívar en relación con cuestiones políticas y sociales. El argentino Juan Fresán se encargó del diseño de la cubierta. Ese primer número también lo fue de la Colección Clásica, el cual iría abarcando los títulos más reconocidos de la cultura literaria de América Latina, así como compilaciones de géneros de gran importancia. En abril de 1978 se decidió incluir muestras de literatura precolombina. Posteriormente, se creó una segunda Colección, llamada Documentos, dedicados cada uno a un autor específico, y abarcó también la publicación de partituras musicales.
Para 1982 la Biblioteca Ayacucho ya había publicado cien volúmenes. Ese año se realizó una reunión de balance entre escritores e intelectuales. El discurso inaugural, a cargo de Augusto Roa Bastos, que tuvo que ser enviado por correo ya que el autor no poseía visa, aseguraba que la Biblioteca Ayacucho era una nueva enciclopedia latinoamericana.
Con ocasión del Bicentenario del natalicio de Simón Bolívar, en 1983 se crea la Colección Paralelos, para servir de suplemento a otras publicaciones. Al año siguiente se conforma un equipo para elaborar una detallada cronología de la literatura americana entre el siglo IX a. C. y 1985, con un suplemento que va hasta 1991. Posteriormente, en 1988 se inicia la elaboración del Diccionario Enciclopédico de las Letras de América Latina, editado en tres tomos publicados en 1995, que contó con alrededor de quinientos colaboradores de más de treinta países, además de contar con el aprecio de la crítica.
En los años 1990 la Biblioteca crea su revista bibliográfica, llamada Noticias, a la vez que crea las Colecciones Claves de América y La Expresión Americana. A inicios de los años 2000 crean la Colección Futuro para promocionar a los nuevos talentos literarios juveniles, y en 2006 se crea Claves Políticas de América, para recoger lo concerniente a los movimientos políticos y sociales que han tenido lugar en el continente.
En marzo de 2009, la Biblioteca fue merecedora de tres categorías en la quinta edición del Premio Nacional del Libro, incluyendo la de Publicaciones Digitales para Biblioteca Ayacucho Digital.
En abril de 2018, se realizaron cambios profundos en la página web, removiendo el acceso a cientos de publicaciones y limitando el acceso solo a 12 libros simultáneamente

## Presidentes
| Período     | Presidente          |
| ----------- | ------------------- |
| 1974 - 2001 | José Ramón Medina   |
| 2001 - 2003 | Alfredo Chacón      |
| 2003 - 2004 | Stefanía Mosca      |
| 2004 - 2017 | Humberto Mata       |
| 2018 -      | Luis Alberto Crespo |